# كسوف الشمس 21 يونيو 2058
سيحدث كسوف جزئي للشمس يوم الجمعة 21 يونيو 2058. يحدث كسوف الشمس عندما يمر القمر بين الأرض والشمس ، وبالتالي يحجب صورة الشمس كليًا أو جزئيًا عن مشاهد على الأرض. يحدث كسوف جزئي للشمس في المناطق القطبية من الأرض عندما يغيب مركز ظل القمر عن الأرض.
سيمثل هذا الحدث بداية سلسلة ساروس 157 .

## الخسوفات ذات الصلة

### كسوف الشمس 2054-2058
هذا الكسوف هو جزء من سلسلة كسوف الشمس 2054-2058. يتكرر الكسوف في كل 177 يومًا تقريبًا و 4 ساعات في العقد المتناوبة من مدار القمر.
| مجموعات سلسلة كسوف الشمس من 2054-58 | مجموعات سلسلة كسوف الشمس من 2054-58 | مجموعات سلسلة كسوف الشمس من 2054-58 | مجموعات سلسلة كسوف الشمس من 2054-58 | مجموعات سلسلة كسوف الشمس من 2054-58 |
| ----------------------------------- | ----------------------------------- | ----------------------------------- | ----------------------------------- | ----------------------------------- |
| عقدة تصاعدية                        | عقدة تصاعدية                        |                                     | عقدة تنازلية                        | عقدة تنازلية                        |
| ساروس                               | الخريطة                             | ساروس                               | الخريطة                             |                                     |
| 117                                 | أغسطس 3, 2054 جزئي                  | 122                                 | يناير 27, 2055 جزئي                 |                                     |
| 127                                 | يوليو 24, 2055 كلي                  | 132                                 | يناير 16, 2056 حلقي                 |                                     |
| 137                                 | يوليو 12, 2056 حلقي                 | 142                                 | يناير 5, 2057 كلي                   |                                     |
| 147                                 | يوليو 1, 2057 حلقي                  | 152                                 | ديسمبر 26, 2057 كلي                 |                                     |
| 157                                 | يونيو 21, 2058 جزئي                 |                                     |                                     |                                     |

### ساروس 157
تحدث سلسلة دورة ساروس 157 للكسوف الشمسي عند العقدة الصاعدة للقمر، وتتكرر كل 18 عامًا، 11 يومًا، تحتوي على 70 حدثًا، مع 55 مدرجة قبل 3000 م. تحدث جميع الكسوفات في هذه السلسلة عند عقدة القمر الصاعدة.

#### الكسوف المظلي
يمكن تصنيف الكسوف المظلي (الحلقي، الكلي والهجين) بشكل إضافي على أنه إما: 1) مركزي (حدين) ، 2) مركزي (حد واحد) أو 3) غير مركزي (حد واحد). يظهر التوزيع الإحصائي لهذه الفئات في سلسلة Saros 157 في الجدول التالي.
| تصنيف               | عدد | نسبه مئويه |
| ------------------- | --- | ---------- |
| كل الكسوف المظلي    | 56  | 100.00%    |
| وسط (حدين)          | 54  | 96.43%     |
| مركزي (حد واحد)     | 2   | 3.57%      |
| غير مركزي (حد واحد) | 0   | 0.0%       |

### سلسلة اينكس
هذا الكسوف هو جزء من دورة اينكس طويلة الأمد، يتكرر عند العقد المتناوبة، كل 358 شهرًا سينوديًا (≈ 10571.95 يومًا، أو 29 عامًا ناقص 20 يومًا).
مظهرها وخط طولها غير منتظمين بسبب عدم التزامن مع الشهر غير الطبيعي (فترة الحضيض). ومع ذلك، فإن مجموعات 3 دورات اينكس (87 سنة ناقص شهرين) تقترب (≈ 1,151.02 شهرًا غير طبيعي) ، لذا فإن الكسوف متشابه في هذه المجموعات.
| أعضاء سلسلة Inex بين عامي 1901 و 2100:        | أعضاء سلسلة Inex بين عامي 1901 و 2100:        | أعضاء سلسلة Inex بين عامي 1901 و 2100:       |
| --------------------------------------------- | --------------------------------------------- | -------------------------------------------- |
| </img> </br>11 نوفمبر 1901 </br> (ساروس 141)  | </img> </br> 21 أكتوبر 1930 </br> (ساروس 142) | </img> </br> 2 أكتوبر 1959 </br> (ساروس 143) |
| </img> </br> 11 سبتمبر 1988 </br> (ساروس 144) | </img> </br> 21 أغسطس 2017 </br> (ساروس 145)  | </img> </br> 2 أغسطس 2046 </br> (ساروس 146)  |
| </img> </br> 13 يوليو 2075 </br> (ساروس 147)  |                                               |                                              |

### سلسلة تريتوس
هذا الكسوف هو جزء من دورة تريتوس، يتكرر عند العقد المتناوبة كل 135 شهرًا متزامنًا (≈ 3986.63 يومًا، أو 11 عامًا ناقص شهر واحد).
مظهرها وخط طولها غير منتظمين بسبب نقص التزامن مع الشهر غير الطبيعي (فترة الحضيض) ، لكن التجمعات المكونة من 3 دورات تريتوس (33 عامًا ناقص 3 أشهر) تقترب (≈ 434.044 شهرًا غير طبيعي) ، لذا فإن الكسوف متشابه في هذه التجمعات.
| أعضاء السلسلة بين عامي 1901 و 2100           | أعضاء السلسلة بين عامي 1901 و 2100           | أعضاء السلسلة بين عامي 1901 و 2100           | أعضاء السلسلة بين عامي 1901 و 2100 |
| -------------------------------------------- | -------------------------------------------- | -------------------------------------------- | ---------------------------------- |
| </img> </br>9 سبتمبر 1904 </br> (ساروس 133)  | </img> </br> 10 أغسطس 1915 </br> (ساروس 134) | </img> </br> 9 يوليو 1926 </br> (ساروس 135)  |                                    |
| </img> </br> 8 يونيو 1937 </br> (ساروس 136)  | </img> </br> 9 مايو 1948 </br> (ساروس 137)   | </img> </br> 8 أبريل 1959 </br> (ساروس 138)  |                                    |
| </img> </br> 7 مارس 1970 </br> (ساروس 139)   | </img> </br> 4 فبراير 1981 </br> (ساروس 140) | </img> </br> 4 يناير 1992 </br> (ساروس 141)  |                                    |
| </img> </br> 4 ديسمبر 2002 </br> (ساروس 142) | </img> </br> 3 نوفمبر 2013 </br> (ساروس 143) | </img> </br> 2 أكتوبر 2024 </br> (ساروس 144) |                                    |
| </img> </br> 2 سبتمبر 2035 </br> (ساروس 145) | </img> </br> 2 أغسطس 2046 </br> (ساروس 146)  | </img> </br> 1 يوليو 2057 </br> (ساروس 147)  |                                    |
| </img> </br> 31 مايو 2068 </br> (ساروس 148)  | </img> </br> 1 مايو 2079 </br> (ساروس 149)   | </img> </br> 31 مارس 2090 </br> (ساروس 150)  |                                    |

### سلسلة ميتونيك
تتكرر السلسلة ميتونيك كل 19 عامًا (6939.69 يومًا) ، وتستمر حوالي 5 دورات. يحدث الكسوف في نفس تاريخ التقويم تقريبًا. بالإضافة إلى ذلك، تتكرر سلسلة أكتون الفرعية 1/5 من ذلك أو كل 3.8 سنوات (1387.94 يومًا). تحدث جميع الكسوفات في هذا الجدول عند العقدة الصاعدة للقمر.
| 21 أحداث الكسوف بين 21 يونيو 1982 و 21 يونيو 2058 | 21 أحداث الكسوف بين 21 يونيو 1982 و 21 يونيو 2058 | 21 أحداث الكسوف بين 21 يونيو 1982 و 21 يونيو 2058 | 21 أحداث الكسوف بين 21 يونيو 1982 و 21 يونيو 2058 | 21 أحداث الكسوف بين 21 يونيو 1982 و 21 يونيو 2058 |
| يونيو 21                                          | أبريل 8–9                                         | يناير 26                                          | نوفمبر 13–14                                      | سبتمبر 1–2                                        |
| 107                                               | 109                                               | 111                                               | 113                                               | 115                                               |
| ------------------------------------------------- | ------------------------------------------------- | ------------------------------------------------- | ------------------------------------------------- | ------------------------------------------------- |
| يونيو 21, 1963                                    | أبريل 9, 1967                                     | يناير 26, 1971                                    | نوفمبر 14, 1974                                   | سبتمبر 2, 1978                                    |
| 117                                               | 119                                               | 121                                               | 123                                               | 125                                               |
| يونيو 21, 1982 [الإنجليزية]                       | أبريل 9, 1986 [الإنجليزية]                        | يناير 26, 1990 [الإنجليزية]                       | نوفمبر 13, 1993 [الإنجليزية]                      | سبتمبر 2, 1997 [الإنجليزية]                       |
| 127                                               | 129                                               | 131                                               | 133                                               | 135                                               |
| يونيو 21, 2001                                    | أبريل 8, 2005                                     | يناير 26, 2009                                    | نوفمبر 13, 2012                                   | سبتمبر 1, 2016                                    |
| 137                                               | 139                                               | 141                                               | 143                                               | 145                                               |
| يونيو 21, 2020                                    | أبريل 8, 2024                                     | يناير 26, 2028                                    | نوفمبر 14, 2031                                   | سبتمبر 2, 2035                                    |
| 147                                               | 149                                               | 151                                               | 153                                               | 155                                               |
| يونيو 21, 2039                                    | أبريل 9, 2043                                     | يناير 26, 2047                                    | نوفمبر 14, 2050                                   | سبتمبر 2, 2054                                    |
| 157                                               |                                                   |                                                   |                                                   |                                                   |
| يونيو 21, 2058                                    |                                                   |                                                   |                                                   |                                                   |

## روابط خارجية
- www.solar-eclipse.de - متوسط التغطية السحابية والمدن على طول مسار الكسوف
- رسومات ناسا